# Worsley-Eisfälle
Die Worsley-Eisfälle sind Gletscherbrüche in der antarktischen Ross Dependency. Sie liegen nahe dem Kopfende des Nimrod-Gletschers.
Die Südgruppe einer von 1960 bis 1961 durchgeführten Kampagne der New Zealand Geological Survey Antarctic Expedition benannte ihn vermutlich nach dem neuseeländischen Polarforscher Frank Worsley (1872–1943), Kapitän der Forschungsschiffe bei der Endurance-Expedition (1914–1916) und der Quest-Expedition (1921–1922), beide unter der Leitung des britischen Polarforschers Ernest Shackleton.